# III Governo Constitucional de Portugal
O III Governo Constitucional de Portugal tomou posse a 29 de agosto de 1978, sendo chefiado por Alfredo Nobre da Costa e constituído por iniciativa do Presidente da República Ramalho Eanes. Terminou o seu mandato a 22 de novembro de 1978, ao fim de 86 dias, devido à aprovação, pela Assembleia da República, da moção de rejeição do programa do Governo apresentada pelo Partido Socialista (PS).

## História
Portugal estava desde 1977, sujeita àquela que foi a primeira intervenção do Fundo Monetário Internacional no país, causada por uma economia degradada em que Portugal registava uma taxa de desemprego superior a 7%, os bens estavam racionados e a inflação alcançava os 20%.
Para evitar o aumento da crise política e económica, o presidente Ramalho Eanes, depois da queda da coligação do II Governo, convida o empresário Alfredo Nobre da Costa, a chefiar o III Governo Constitucional. Alfredo Nobre da Costa, que tinha sido Ministro da Indústria no I Governo, forma um governo detecnocratas, contando apenas com o apoio do Partido Social Democrata (PPD/PSD). O PPD/PSD detinha 73 deputados em 263, ou seja, 27,8% dos assentos na Assembleia da República.
Embora surpreendido com esta escolha, que nunca tinha sido discutida nas conversações com o Chefe de Estado, o PPD/PSD confirmou a sua intenção de apoiar o novo gabinete, enquanto o Partido Comunista Português (PCP) e a União Democrática Popular (UDP) se opõem e o PS diz querer aguardar a lista de ministros e o conteúdo do programa antes de decidir.
Nobre da Costa apresenta a Eanes a sua lista de 18 ministros. A 29 de agosto de 1978 toma posse como chefe do executivo, depois de ter tentado, sem sucesso, convencer os vários partidos a dar-lhe o seu apoio. O III Governo Constitucional incluía nomeadamente três ministros claramente de esquerda, enquanto o Ministro da Administração Interna era confiado a alguém próximo do Chefe de Estado.
Acabou por se demitir, depois da aprovação uma moção de rejeição do programa do Governo apresentada pelo PS.

## Composição
De acordo com a Lei Orgânica do III Governo Constitucional, Decreto-Lei n.º 300-A/78, de 30 de setembro, este estava organizado da seguinte maneira:
O Governo é constituído pelo Primeiro-Ministro e por Ministros, Secretários e Subsecretários de Estado.
2 - O Governo compreende os seguintes Ministros:
a) Da Defesa Nacional;
b) Adjunto do Primeiro-Ministro;
c) Das Finanças e do Plano;
d) Da Administração Interna;
e) Da Justiça;
f) Dos Negócios Estrangeiros;
g) Da Agricultura e Pescas;
h) Da Indústria e Tecnologia;
i) Do Comércio e Turismo;
j) Do Trabalho;
l) Da Educação e Cultura;
m) Dos Assuntos Sociais;
n) Dos Transportes e Comunicações;
o) Da Habitação e Obras Públicas.
Além dos Ministros que o Governo integra, têm assento em Conselho de Ministros o Ministro da República para os Açores e o Ministro da República para a Madeira sempre que as reuniões tratem de assuntos com interesse específico para as respetivas Regiões. Participam igualmente nas reuniões do Conselho de Ministros, sem direito a voto, os Secretários de Estado da Presidência do Conselho de Ministros e os titulares das Secretarias de Estado da Comunicação Social e da Administração Pública, que se integram na Presidência do Conselho.
| Cargo                                                   | Retrato | Nome                                       | Período                                         | Partido | Partido      |
| ------------------------------------------------------- | ------- | ------------------------------------------ | ----------------------------------------------- | ------- | ------------ |
| Primeiro-Ministro                                       |         | Alfredo Nobre da Costa (1923–1996)         | 29 de agosto de 1978 a 22 de novembro de 1978   |         | Independente |
|                                                         |         |                                            |                                                 |         |              |
| Ministro-Adjunto do Primeiro-Ministro                   |         | Carlos Costa Freitas (n/d–2004)            | 29 de agosto de 1978 a 22 de novembro de 1978   |         | Independente |
| Ministro da Defesa Nacional                             |         | Mário Firmino Miguel (1932–1991)           | 29 de agosto de 1978 a 22 de novembro de 1978   |         | Independente |
| Ministro das Finanças e do Plano                        |         | José da Silva Lopes (1932–2015)            | 29 de agosto de 1978 a 22 de novembro de 1978   |         | Independente |
| Ministro da Administração Interna                       |         | António Gonçalves Ribeiro (1933–)          | 29 de agosto de 1978 a 22 de novembro de 1978   |         | Independente |
| Ministro da Justiça                                     |         | Mário Raposo (1929–2013)                   | 29 de agosto de 1978 a 22 de novembro de 1978   |         | Independente |
| Ministro dos Negócios Estrangeiros                      |         | Carlos Corrêa Gago (1934–2015)             | 29 de agosto de 1978 a 22 de novembro de 1978   |         | Independente |
| Ministro da Agricultura e Pescas                        |         | Apolinário Vaz Portugal (1930–2008)        | 29 de agosto de 1978 a 22 de novembro de 1978   |         | Independente |
| Ministro da Indústria e Tecnologia                      |         | Fernando Santos Martins (1930–2006)        | 29 de agosto de 1978 a 22 de novembro de 1978   |         | Independente |
| Ministro do Comércio e Turismo                          |         | Pedro Pires de Miranda (1928–2015)         | 29 de agosto de 1978 a 22 de novembro de 1978   |         | Independente |
| Ministro do Trabalho                                    |         | António da Costa Leal (1921–2007)          | 29 de agosto de 1978 a 22 de novembro de 1978   |         | Independente |
| Ministro da Educação e Cultura                          |         | Carlos Lloyd Braga (1928–1997)             | 29 de agosto de 1978 a 22 de novembro de 1978   |         | Independente |
| Ministro dos Assuntos Sociais                           |         | Acácio Pereira Magro (1932–2018)           | 29 de agosto de 1978 a 22 de novembro de 1978   |         | Independente |
| Ministro dos Transportes e Comunicações                 |         | Amílcar Marques (1917–1982)                | 29 de agosto de 1978 a 22 de novembro de 1978   |         | Independente |
| Ministro da Habitação e Obras Públicas                  |         | João Almeida Pina (1926–2014)              | 29 de agosto de 1978 a 22 de novembro de 1978   |         | Independente |
|                                                         |         |                                            |                                                 |         |              |
| Ministro da República para a Região Autónoma dos Açores |         | Octávio Galvão de Figueiredo (1919–1996)   | 29 de agosto de 1978 a 25 de setembro de 1978   |         | Independente |
| Ministro da República para a Região Autónoma dos Açores |         | Henrique Afonso da Silva Horta (1920–2012) | 25 de setembro de 1978 a 22 de novembro de 1978 |         | Independente |
| Ministro da República para a Região Autónoma da Madeira |         | Lino Miguel (1936–2022)                    | 29 de agosto de 1978 a 22 de novembro de 1978   |         | Independente |

### Secretários e subsecretários de Estado
| Dependência                               | Cargo                                                                    | Detentor                    | Período                                        |
| ----------------------------------------- | ------------------------------------------------------------------------ | --------------------------- | ---------------------------------------------- |
| Presidência do Conselho de Ministros      | Secretário de Estado da Presidência do Conselho de Ministros             | Luís Rosado Lobo            | 29 de agosto de 1978 a 22 de novembro de 1978  |
| Presidência do Conselho de Ministros      | Secretário de Estado da Comunicação Social                               | João Figueiredo             | 29 de agosto de 1978 a 22 de novembro de 1978  |
| Presidência do Conselho de Ministros      | Secretário de Estado da Administração Pública                            | António Figueiredo Lopes    | 7 de setembro de 1978 a 22 de novembro de 1978 |
| Ministério das Finanças e do Plano        | Secretário de Estado das Finanças                                        | Eurico Ferreira Nunes       | 7 de setembro de 1978 a 22 de novembro de 1978 |
| Ministério das Finanças e do Plano        | Secretário de Estado do Orçamento                                        | Alberto Ramalheira          | 7 de setembro de 1978 a 22 de novembro de 1978 |
| Ministério das Finanças e do Plano        | Subsecretário de Estado do Orçamento                                     | Ludovico Cândido            | 7 de setembro de 1978 a 22 de novembro de 1978 |
| Ministério das Finanças e do Plano        | Secretária de Estado do Tesouro                                          | Manuela Morgado             | 7 de setembro de 1978 a 22 de novembro de 1978 |
| Ministério da Administração Interna       | Secretário de Estado da Administração Regional e Local                   | José Marques Leandro        | 7 de setembro de 1978 a 22 de novembro de 1978 |
| Ministério dos Negócios Estrangeiros      | Secretário de Estado dos Negócios Estrangeiros e Emigração               | Paulo Ennes                 | 7 de setembro de 1978 a 22 de novembro de 1978 |
| Ministério da Agricultura e Pescas        | Secretário de Estado da Estruturação Agrária                             | Augusto Ferreira do Amaral  | 7 de setembro de 1978 a 22 de novembro de 1978 |
| Ministério da Agricultura e Pescas        | Secretário de Estado do Fomento Agrário e das Florestas                  | Francisco Moniz Borba       | 7 de setembro de 1978 a 22 de novembro de 1978 |
| Ministério da Agricultura e Pescas        | Secretário de Estado das Pescas                                          | João de Albuquerque         | 7 de setembro de 1978 a 22 de novembro de 1978 |
| Ministério da Indústria e Tecnologia      | Secretário de Estado da Energia e Indústrias de Base                     | Abel Repolho Correia        | 7 de setembro de 1978 a 22 de novembro de 1978 |
| Ministério da Indústria e Tecnologia      | Secretário de Estado das Indústrias Extractivas e Transformadoras        | José Manuel Fonseca         | 7 de setembro de 1978 a 22 de novembro de 1978 |
| Ministério do Comércio e Turismo          | Secretário de Estado do Comércio Externo                                 | António Cardoso e Cunha     | 7 de setembro de 1978 a 22 de novembro de 1978 |
| Ministério do Comércio e Turismo          | Secretário de Estado do Comércio Interno                                 | António Escaja Gonçalves    | 7 de setembro de 1978 a 22 de novembro de 1978 |
| Ministério do Comércio e Turismo          | Secretário de Estado do Turismo                                          | João Saraiva Padrão         | 7 de setembro de 1978 a 22 de novembro de 1978 |
| Ministério do Trabalho                    | Secretário de Estado da População e Emprego                              | Acácio Ferreira Catarino    | 7 de setembro de 1978 a 22 de novembro de 1978 |
| Ministério do Trabalho                    | Secretário de Estado do Trabalho                                         | José Dimas de Lacerda       | 7 de setembro de 1978 a 22 de novembro de 1978 |
| Ministério da Educação e Cultura          | Subsecretário de Estado Adjunto do Ministro da Educação e Cultura        | Carlos Moura Pulido         | 7 de setembro de 1978 a 22 de novembro de 1978 |
| Ministério da Educação e Cultura          | Secretário de Estado do Ensino Básico e Secundário                       | António de Almeida e Costa  | 7 de setembro de 1978 a 22 de novembro de 1978 |
| Ministério da Educação e Cultura          | Secretário de Estado do Ensino Superior e Investigação Científica        | Eduardo Arantes de Oliveira | 7 de setembro de 1978 a 22 de novembro de 1978 |
| Ministério da Educação e Cultura          | Secretário de Estado da Juventude e Desportos                            | Rodolfo Bacelar Begonha     | 7 de setembro de 1978 a 22 de novembro de 1978 |
| Ministério da Educação e Cultura          | Secretária de Estado da Cultura                                          | Teresa Santa Clara Gomes    | 7 de setembro de 1978 a 22 de novembro de 1978 |
| Ministério dos Assuntos Sociais           | Secretário de Estado da Saúde                                            | Mário Marques               | 7 de setembro de 1978 a 22 de novembro de 1978 |
| Ministério dos Assuntos Sociais           | Secretário de Estado da Segurança Social                                 | Coriolano Albino Ferreira   | 7 de setembro de 1978 a 22 de novembro de 1978 |
| Ministério dos Transportes e Comunicações | Secretário de Estado da Marinha Mercante                                 | Fernando Sobral Cid         | 7 de setembro de 1978 a 22 de novembro de 1978 |
| Ministério dos Transportes e Comunicações | Secretário de Estado dos Transportes                                     | Rogério do Ouro Lameira     | 7 de setembro de 1978 a 22 de novembro de 1978 |
| Ministério da Habitação e Obras Públicas  | Secretário de Estado das Obras Públicas                                  | Mário de Azevedo            | 7 de setembro de 1978 a 22 de novembro de 1978 |
| Ministério da Habitação e Obras Públicas  | Secretário de Estado da Habitação                                        | José Augusto Ramos          | 7 de setembro de 1978 a 22 de novembro de 1978 |
| Ministério da Habitação e Obras Públicas  | Secretário de Estado do Ordenamento Físico, Recursos Hídricos e Ambiente | Baltazar Morais Barroco     | 7 de setembro de 1978 a 22 de novembro de 1978 |